# Olympische Sommerspiele 1976/Teilnehmer (Tschechoslowakei)
| Gelbes Symbol für Goldmedaillen mit stilisierten Olympischen Ringen | Graues Symbol für Silbermedaillen mit stilisierten Olympischen Ringen | Braundes Symbol für Bronzemedaillen mit stilisierten Olympischen Ringen |
| ------------------------------------------------------------------- | --------------------------------------------------------------------- | ----------------------------------------------------------------------- |
| 2                                                                   | 2                                                                     | 4                                                                       |

Die Tschechoslowakei nahm an den Olympischen Sommerspielen 1976 in Montreal mit einer Delegation von 163 Athleten (125 Männer und 38 Frauen) an 79 Wettkämpfen in 16 Sportarten teil. 
Die tschechoslowakischen Sportler gewannen zwei Gold-, zwei Silber- und vier Bronzemedaillen, womit die Tschechoslowakei den 17. Platz im Medaillenspiegel belegte. Olympiasieger wurden der Sportschütze Josef Panáček im Skeet und der Radsportler Anton Tkáč im Bahn-Sprint. Fahnenträger bei der Eröffnungsfeier war der Leichtathlet Ludvík Daněk.

## Teilnehmer nach Sportarten

### Basketball
Männer
- 6. Platz
Antonín Kramerius
Kamil Brabenec
Zdeněk Douša
Gustav Hraška
Jaroslav Kantůrek
Jiří Konopásek
Zdeněk Kos
Stanislav Kropilák
Vladimír Padrta
Vojtěch Petr
Jiří Pospíšil
Vladimír Ptáček
Justin Sedlák

Frauen
- 4. Platz
Martina Babková
Ľudmila Chmelíková
Pavla Davidová
Hana Doušová
Ivana Kořinková
Ľudmila Králiková
Božena Miklošovičová
Lenka Nechvátalová
Marta Pechová
Yvetta Polláková
Dana Ptáčková
Vlasta Vrbková

### Fechten
Männer
- František Koukal
Florett: 19. Platz

- Jaroslav Jurka
Florett: 27. Platz
Degen: 13. Platz

Frauen
- Katarína Lokšová-Ráczová
Florett: 13. Platz

### Gewichtheben
- Boleslav Pachol
Fliegengewicht: 7. Platz

- Karel Prohl
Bantamgewicht: ohne gültigen Versuch

- Dušan Drška
Leichtgewicht: ohne gültigen Versuch

- Ondrej Hekel
Mittelgewicht: 7. Platz

- Rudolf Strejček
Halbschwergewicht: 8. Platz

- Ján Nagy
Superschwergewicht: 4. Platz

- Petr Pavlásek
Superschwergewicht: wegen Dopings disqualifiziert

### Handball
Männer
- 7. Platz
František Šulc
Ivan Satrapa
Jaroslav Papiernik
Ján Packa
Pavel Mikeš
Jiří Liška
Jindřich Krepindl
Jiří Kavan
Štefan Katušák
Vladimír Jarý
Jiří Hanzl
Vladimír Haber
Jozef Dobrotka
Bohumil Cepák

### Judo
- Vladimír Novák
Schwergewicht: in der 1. Runde ausgeschieden
Offene Klasse: 9. Platz

### Kanu
Männer
- Ladislav Souček
Einer-Kajak 500 m: im Halbfinale ausgeschieden
Zweier-Kajak 1000 m: im Halbfinale ausgeschieden

- Ľubor Štark
Einer-Kajak 1000 m: 9. Platz

- Zdeněk Bohutínský
Zweier-Kajak 1000 m: im Halbfinale ausgeschieden

- Vladimír Dolejš
Vierer-Kajak 1000 m: im Halbfinale ausgeschieden

- Viktor Podloucký
Vierer-Kajak 1000 m: im Halbfinale ausgeschieden

- Jiří Svoboda
Vierer-Kajak 1000 m: im Halbfinale ausgeschieden

- Jindřich Wybraniec
Vierer-Kajak 1000 m: im Halbfinale ausgeschieden

- Jiří Čtvrtečka
Zweier-Canadier 500 m: 8. Platz
Zweier-Canadier 1000 m: 6. Platz

- Tomáš Šach
Zweier-Canadier 500 m: 8. Platz
Zweier-Canadier 1000 m: 6. Platz

Frauen
- Anastázie Hajná-Fridrichová
Einer-Kajak 500 m: 6. Platz
Zweier-Kajak 500 m: 9. Platz

- Jindřiška Řeháčková
Zweier-Kajak 500 m: 9. Platz

### Leichtathletik
Männer
- Jozef Plachý
800 m: im Vorlauf ausgeschieden

- Dušan Moravčík
3000 m Hindernis: im Vorlauf ausgeschieden

- Jiří Vyčichlo
Dreisprung: 9. Platz

- Jaroslav Brabec
Kugelstoßen: 11. Platz

- Ludvík Daněk
Diskuswurf: 9. Platz

- Josef Šilhavý
Diskuswurf: 13. Platz

- Luděk Pernica
Zehnkampf: 13. Platz

Frauen
- Jozefína Čerchlanová
800 m: im Vorlauf ausgeschieden

- Věra Bradáčová
Hochsprung: 25. Platz

- Milada Karbanová
Hochsprung: 19. Platz

- Mária Mračnová
Hochsprung: 4. Platz

- Jarmila Nygrýnová
Weitsprung: 6. Platz

- Eva Šuranová
Weitsprung: ohne gültige Weite

- Helena Fibingerová
Kugelstoßen: Bronze

### Moderner Fünfkampf
- Jan Bártů
Einzel: Bronze 
Mannschaft: Silber

- Bohumil Starnovský
Einzel: 17. Platz
Mannschaft: Silber

- Jiří Adam
Einzel: 29. Platz
Mannschaft: Silber

### Radsport
- Vlastimil Moravec
Straßenrennen: 13. Platz

- Petr Bucháček
Straßenrennen: 41. Platz
Mannschaftszeitfahren: 5. Platz

- Petr Matoušek
Straßenrennen: Rennen nicht beendet
Mannschaftszeitfahren: 5. Platz

- Vladimír Vondráček
Straßenrennen: Rennen nicht beendet
Mannschaftszeitfahren: 5. Platz

- Milan Puzrla
Mannschaftszeitfahren: 5. Platz

- Anton Tkáč
Bahn Sprint: Gold

- Miroslav Vymazal
Bahn 1000 m Zeitfahren: 9. Platz

- Michal Klasa
Bahn 4000 m Einerverfolgung: 8. Platz
Bahn 4000 m Mannschaftsverfolgung: 5. Platz

- Zdeněk Dohnal
Bahn 4000 m Mannschaftsverfolgung: 5. Platz

- Petr Kocek
Bahn 4000 m Mannschaftsverfolgung: 5. Platz

- Jiří Pokorný
Bahn 4000 m Mannschaftsverfolgung: 5. Platz

### Ringen
- Josef Krysta
Bantamgewicht, griechisch-römisch: 8. Platz

- Vítězslav Mácha
Weltergewicht, griechisch-römisch: Silber

- Miroslav Janota
Mittelgewicht, griechisch-römisch: 5. Platz

- Dan Karabín
Weltergewicht, Freistil: in der 4. Runde ausschieden

- Petr Drozda
Schwergewicht, Freistil: 4. Platz

### Rudern
Männer
- Miroslav Laholík
Doppel-Zweier: 10. Platz

- Josef Straka
Doppel-Zweier: 10. Platz

- Miroslav Knapek
Zweier ohne Steuermann: 6. Platz

- Vojtěch Caska
Zweier ohne Steuermann: 6. Platz

- Ludvík Vébr
Zweier mit Steuermann: Bronze

- Oldřich Svojanovský
Zweier mit Steuermann: Bronze

- Pavel Svojanovský
Zweier mit Steuermann: Bronze

- Jaroslav Hellebrand
Doppel-Vierer: Bronze

- Vladek Lacina
Doppel-Vierer: Bronze

- Zdeněk Pecka
Doppel-Vierer: Bronze

- Václav Vochoska
Doppel-Vierer: Bronze

- Otakar Mareček
Vierer mit Steuermann: 4. Platz

- Karel Neffe
Vierer mit Steuermann: 4. Platz

- Milan Suchopár
Vierer mit Steuermann: 4. Platz

- Vladimír Jánoš
Vierer mit Steuermann: 4. Platz

- Vladimír Petříček
Vierer mit Steuermann: 4. Platz

- Lubomír Zapletal
Achter mit Steuermann: 6. Platz

- Miroslav Vraštil
Achter mit Steuermann: 6. Platz

- Jiří Pták
Achter mit Steuermann: 6. Platz

- Josef Pokorný
Achter mit Steuermann: 6. Platz

- Josef Plamínek
Achter mit Steuermann: 6. Platz

- Josef Neštický
Achter mit Steuermann: 6. Platz

- Václav Mls
Achter mit Steuermann: 6. Platz

- Karel Mejta junior
Achter mit Steuermann: 6. Platz

- Pavel Konvička
Achter mit Steuermann: 6. Platz

Frauen
- Miluše Neffeová
Doppel-Zweier: 8. Platz

- Zuzana Prokešová
Doppel-Zweier: 8. Platz

- Oldřiška Pěkná
Zweier ohne Steuerfrau: 9. Platz

- Zdena Tichá
Zweier ohne Steuerfrau: 9. Platz

- Alena Svobodová
Doppel-Vierer mit Steuerfrau: 5. Platz

- Jarmila Pátková
Doppel-Vierer mit Steuerfrau: 5. Platz

- Anna Marešová
Doppel-Vierer mit Steuerfrau: 5. Platz

- Hana Kavková
Doppel-Vierer mit Steuerfrau: 5. Platz

- Marie Bartáková
Doppel-Vierer mit Steuerfrau: 5. Platz

### Schießen
- Vladimír Hurt
Schnellfeuerpistole 25 m: 12. Platz

- Vladimír Hyka
Schnellfeuerpistole 25 m: 20. Platz

- Ivan Némethy
Freie Pistole 50 m: 14. Platz

- Miroslav Štefan
Freie Pistole 50 m: 35. Platz

- Petr Kovářík
Kleinkalibergewehr Dreistellungskampf 50 m: 20. Platz

- Antonín Schwarz
Kleinkalibergewehr Dreistellungskampf 50 m: 27. Platz

- Jiří Vogler
Kleinkalibergewehr liegend 50 m: 12. Platz

- Karel Bulan
Kleinkalibergewehr liegend 50 m: 20. Platz

- Josef Panáček
Skeet: Gold

- Pavel Pulda
Skeet: 14. Platz

### Schwimmen
Männer
- Miloslav Rolko
100 m Rücken: im Vorlauf ausgeschieden
200 m Rücken: 6. Platz
100 m Schmetterling: im Vorlauf ausgeschieden
400 m Lagen: im Vorlauf ausgeschieden

### Turnen
Männer
- Gustav Tannenberger
Einzelmehrkampf: 18. Platz
Boden: 39. Platz
Pferdsprung: 54. Platz
Barren: 27. Platz
Reck: 37. Platz
Ringe: 60. Platz
Seitpferd: 28. Platz
Mannschaftsmehrkampf: 9. Platz

- Jiří Tabák
Einzelmehrkampf: 20. Platz
Boden: 20. Platz
Pferdsprung: 7. Platz
Barren: 86. Platz
Reck: 53. Platz
Ringe: 36. Platz
Seitpferd: 32. Platz
Mannschaftsmehrkampf: 9. Platz

- Miloslav Netušil
Einzelmehrkampf: 25. Platz
Boden: 61. Platz
Pferdsprung: 82. Platz
Barren: 5. Platz
Reck: 49. Platz
Ringe: 42. Platz
Seitpferd: 34. Platz
Mannschaftsmehrkampf: 9. Platz

- Vladislav Nehasil
Einzelmehrkampf: 52. Platz
Boden: 61. Platz
Pferdsprung: 37. Platz
Barren: 33. Platz
Reck: 46. Platz
Ringe: 62. Platz
Seitpferd: 61. Platz
Mannschaftsmehrkampf: 9. Platz

- Dimitrios Janulidis
Einzelmehrkampf: 60. Platz
Boden: 50. Platz
Pferdsprung: 30. Platz
Barren: 72. Platz
Reck: 81. Platz
Ringe: 36. Platz
Seitpferd: 54. Platz
Mannschaftsmehrkampf: 9. Platz

- Jan Zoulík
Einzelmehrkampf: 63. Platz
Boden: 46. Platz
Pferdsprung: 66. Platz
Barren: 70. Platz
Reck: 69. Platz
Ringe: 67. Platz
Seitpferd: 41. Platz
Mannschaftsmehrkampf: 9. Platz

Frauen
- Anna Pohludková
Einzelmehrkampf: 10. Platz
Boden: 4. Platz
Pferdsprung: 34. Platz
Stufenbarren: 22. Platz
Schwebebalken: 10. Platz
Mannschaftsmehrkampf: 5. Platz

- Jana Knopová
Einzelmehrkampf: 15. Platz
Boden: 14. Platz
Pferdsprung: 44. Platz
Stufenbarren: 33. Platz
Schwebebalken: 33. Platz
Mannschaftsmehrkampf: 5. Platz

- Ingrid Holkovičová
Einzelmehrkampf: 16. Platz
Boden: 19. Platz
Pferdsprung: 25. Platz
Stufenbarren: 35. Platz
Schwebebalken: 20. Platz
Mannschaftsmehrkampf: 5. Platz

- Drahomíra Smolíková
Einzelmehrkampf: 29. Platz
Boden: 24. Platz
Pferdsprung: 56. Platz
Stufenbarren: 22. Platz
Schwebebalken: 27. Platz
Mannschaftsmehrkampf: 5. Platz

- Eva Pořádková
Einzelmehrkampf: 29. Platz
Boden: 15. Platz
Pferdsprung: 17. Platz
Stufenbarren: 61. Platz
Schwebebalken: 33. Platz
Mannschaftsmehrkampf: 5. Platz

- Alena Černáková
Einzelmehrkampf: 40. Platz
Boden: 30. Platz
Pferdsprung: 28. Platz
Stufenbarren: 51. Platz
Schwebebalken: 40. Platz
Mannschaftsmehrkampf: 5. Platz

### Volleyball
Männer
- 5. Platz
Josef Vondrka
Jaroslav Tomáš
Jaroslav Stančo
Milan Šlambor
Pavel Řeřábek
Štefan Pipa
Vladimír Petlák
Jaroslav Penc
Miroslav Nekola
Josef Mikunda
Vlastimil Lenert
Drahomír Koudelka

### Wasserspringen
Frauen
- Milena Duchková
10 m Turmspringen: 22. Platz